# 羽西
羽西（はねにし）は、東京都羽村市の町名。現行行政地名は羽西一丁目から羽西三丁目。住居表示実施済み区域。

## 地理
羽村市の北西部に位置し、北東に小作台、南西・南に羽加美、西に青梅市友田町、北に青梅市河辺町と接している。

### 地価
住宅地の地価は、2025年（令和7年）1月1日の公示地価によれば、羽西3-3-28の地点で13万8000円/m2となっている。

## 世帯数と人口
2025年（令和7年）7月1日現在（羽村市発表）の世帯数と人口は以下の通りである。
| 丁目       | 世帯数    | 人口    |
| ---------- | --------- | ------- |
| 羽西一丁目 | 582世帯   | 1,307人 |
| 羽西二丁目 | 327世帯   | 716人   |
| 羽西三丁目 | 302世帯   | 756人   |
| 計         | 1,211世帯 | 2,779人 |

### 人口の変遷
国勢調査による人口の推移。
| 年                 | 人口  |
| ------------------ | ----- |
| 1995年（平成7年）  | 2,373 |
| 2000年（平成12年） | 2,367 |
| 2005年（平成17年） | 2,465 |
| 2010年（平成22年） | 2,638 |
| 2015年（平成27年） | 2,825 |
| 2020年（令和2年）  | 2,802 |

### 世帯数の変遷
国勢調査による世帯数の推移。
| 年                 | 世帯数 |
| ------------------ | ------ |
| 1995年（平成7年）  | 777    |
| 2000年（平成12年） | 810    |
| 2005年（平成17年） | 887    |
| 2010年（平成22年） | 960    |
| 2015年（平成27年） | 1,042  |
| 2020年（令和2年）  | 1,076  |

## 学区
市立小・中学校に通う場合、学区は以下の通りとなる（2012年6月時点）。
| 丁目       | 番・番地等                                                                         | 小学校               | 中学校                 |
| ---------- | ---------------------------------------------------------------------------------- | -------------------- | ---------------------- |
| 羽西一丁目 | 2〜番、4番21〜32号 5番、6番1〜33・45〜55号 7番、13番28〜31号 15番5〜15号、16〜22番 | 羽村市立羽村西小学校 | 羽村市立羽村第一中学校 |
| 羽西一丁目 | その他                                                                             | 羽村市立小作台小学校 | 羽村市立羽村第一中学校 |
| 羽西二丁目 | 6番10〜21・24〜30号 7〜10番                                                        | 羽村市立羽村西小学校 | 羽村市立羽村第一中学校 |
| 羽西二丁目 | その他                                                                             | 羽村市立小作台小学校 | 羽村市立羽村第一中学校 |
| 羽西三丁目 | 全域                                                                               | 羽村市立小作台小学校 | 羽村市立羽村第一中学校 |

## 交通

### 道路
- 東京都道29号立川青梅線
- 東京都道249号福生青梅線

## 事業所
2021年（令和3年）現在の経済センサス調査による事業所数と従業員数は以下の通りである。
| 丁目       | 事業所数 | 従業員数 |
| ---------- | -------- | -------- |
| 羽西一丁目 | 22事業所 | 124人    |
| 羽西二丁目 | 17事業所 | 71人     |
| 羽西三丁目 | 13事業所 | 72人     |
| 計         | 52事業所 | 267人    |

### 事業者数の変遷
経済センサスによる事業所数の推移。
| 年                 | 事業者数 |
| ------------------ | -------- |
| 2016年（平成28年） | 56       |
| 2021年（令和3年）  | 52       |

### 従業員数の変遷
経済センサスによる従業員数の推移。
| 年                 | 従業員数 |
| ------------------ | -------- |
| 2016年（平成28年） | 258      |
| 2021年（令和3年）  | 267      |

## 施設

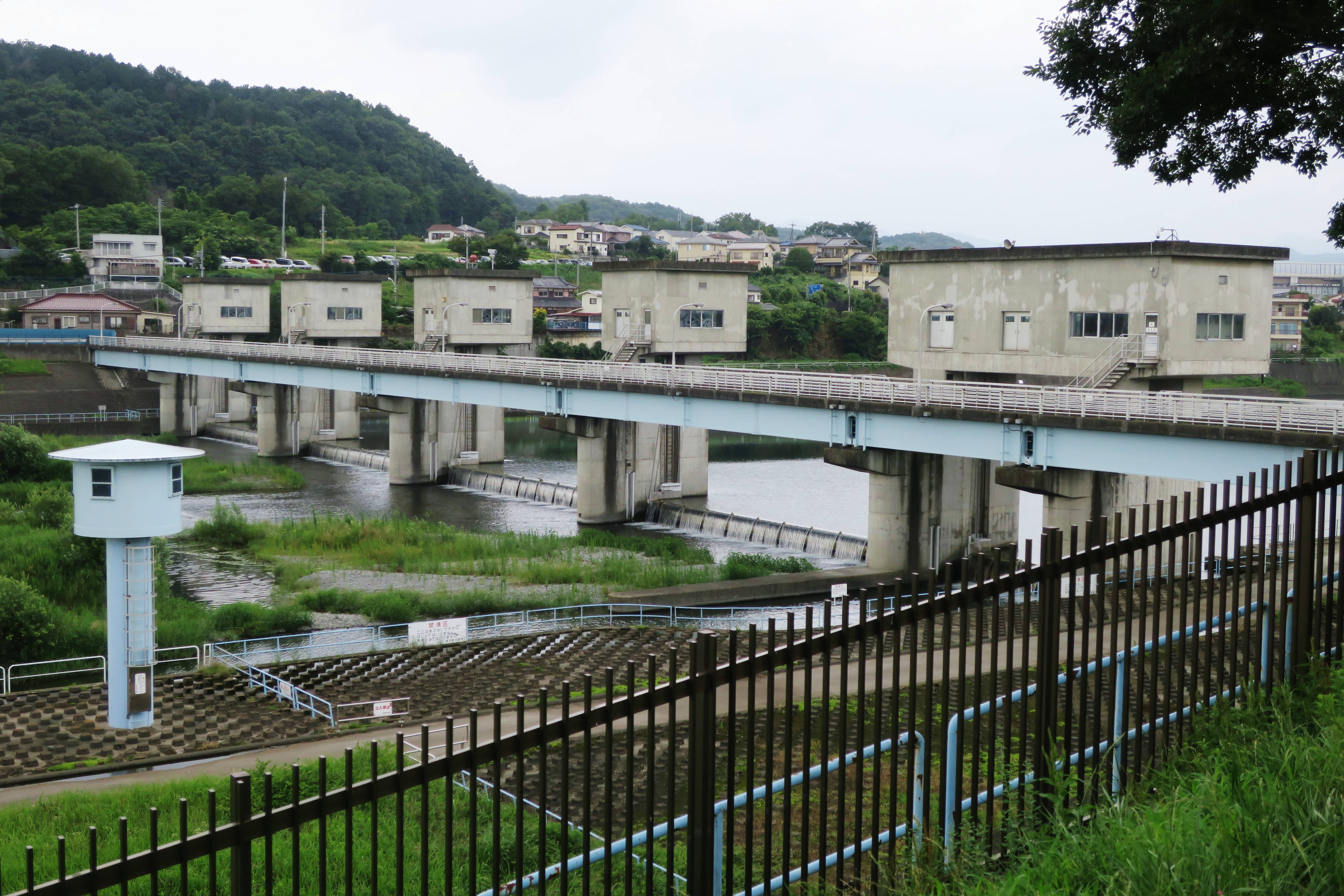
小作取水堰

- 小作取水堰（東京都水道局小作取水せき、左岸：羽西二丁目1579番地先、右岸：青梅市友田町二丁目787番地先[16]）
- 小作馬頭観音（羽西1丁目12-1）[17]

## その他

### 日本郵便
- 郵便番号 : 205-0017[3]（集配局 : 羽村郵便局[18]）。